# Bulchiragh
Bulchiragh (persiska: بُلچراغ) är ett distrikt i Afghanistan. Det ligger i provinsen Faryab, i den norra delen av landet, 400 kilometer väster om huvudstaden Kabul.
Distriktet beräknades år 2022 ha cirka 61 000 invånare.